# Кузнецов, Корнилий Тимофеевич
Корнилий Тимофеевич Кузнецов (псевдоним К. К.; 13 [25] сентября 1852, Усть-Уйское, Оренбургская губерния — 5 апреля 1918, Верхнеуральск, Оренбургская губерния) — полковник Русской императорской армии, командир 3-го Оренбургского казачьего запасного полка.

## Биография
Корнилий Кузнецов родился 13 (25) сентября 1852 года в семье казаков в станице Усть-Уйской Усть-Уйского станичного юрта Челябинского уезда Оренбургской губернии, который относился к Войсковой территории Челябинского уезда (3-й военный отдел Оренбургского казачьего войска), ныне село входит в Целинный муниципальный округ Курганской области.
После получения общего образования поступил в Оренбургское казачье юнкерское училище, из которого позже выпустился по второму разряду. Через несколько лет, уже в чине офицера «иррегулярной кавалерии», окончил Офицерскую кавалерийскую школу с пометкой «отлично».
Приступил к службе в Русской Императорской армии 1 (13) января 1870 года. В начале января 1880 года был произведён в хорунжии, а через неполные два года, в середине декабря 1881 — стал казачьим сотником. В конце июля 1884 года дослужился до есаула (со старшинством с начала мая). В период Русско-Японской войны, в конце февраля 1905 года, стал войсковым старшиной, а затем — и полковником (не ранее 1910 года, со старшинством с мая 1915).
С 1881 года проходил действительную службу в Оренбургском 6-м казачьем полку. Командовал сотней с 2 (14) июня 1885 года по 19 (31) августа 1885 года и с 3 (15) марта 1888 года по 9 (21) октября 1890 года.
В 1891—1892 годах был избран на пост атамана станицы Ключевской. С 1892 по 1894 год служил в пятой сотне Оренбургского 3-го казачьего полка. Командовал сотней с 12 (24) сентября 1894 года по 1 (14) ноября 1902 года. С 1898 по 1901 год являлся атаманом родной станицы Усть-Уйской. В 1902—1904 годах служил в Оренбургском 4-м казачьем полку.
С 4 (17) июня 1904 года состоял на должности помощника атамана второго военного отдела Оренбургского войска — был утверждён в феврале 1905 года. В этот период публиковался в губернской периодической печати.
С апреля 1905 года вместе с протоиреем Николаевского собора города Верхнеуральска Михаилом Дмитриевичем Громогласовым согласовывали разрешение открыть женское II разряда училище в городе Верхнеуральске, открыто 20 августа (2 сентября)  1906 года.
10 (23) ноября 1912 года стал помощником атамана первого военного отдела Войска.
В начале 1914 года он «был перечислен» из станицы Усть-Уйской, где родился, в станицу Бердскую первого отдела Оренбургского казачьего войска.
Участник Первой мировой войны. С 1914 по 1917 год заведовал хозяйством Оренбургского 10-го казачьего полка. Оренбургский 10-й казачий полк сформирован из казаков 2-го военного отдела и 10 (23) августа 1914 года прибыл из Верхнеуральска в Красное Село Петербургского военного округа. 1 (14) ноября 1914 года направлен в составе Оренбургской казачьей дивизии в резерв 8-й армии Юго-Западного фронта, в составе 5-го кавалерийского корпуса участвовал в оборонительных боях у реки Стыри в районе Чарторыйска.
4 (17) апреля 1915 года зачислен в комплект Оренбургских казачьих полков с отчислением от должности помощника атамана 1-го военного отдела. 22 сентября (5 октября)  1915 года был контужен: «сшиблен с ног артиллерийским снарядом, [симптомы:] тошнота, головокружение, сильное ослабление слуха на правое ухо, слезотечение и резь в глазах, особенно в правом». Несмотря на это остался в строю. На 1 (14) августа 1916 года в том же чине и комплекте.
В 1916—1917 годах был в 3-м казачьем полку, а после Февральской революции, в середине марта 1917 года, стал командиром 3-го Оренбургского казачьего запасного полка. После начала Гражданской войны на Южном Урале.
Корнилий Тимофеевич Кузнецов был убит сторонниками Советской власти 5 апреля 1918 года в городе Верхнеуральске Верхнеуральского уезда Оренбургской губернии, ныне город — административный центр Верхнеуральского городского поселения и Верхнеуральского района Челябинской области.

## Военные чины
- Хорунжий, приказ от 11 (23) января 1880 года, старшинство с 11 (23) января 1880 года
- Сотник, приказ от 18 (30) декабря 1881 года, старшинство с 18 (30) декабря 1881 года
- Есаул, приказ от 31 июля (12 августа)  1884 года, старшинство с 6 (18) мая 1884 года
- Войсковой старшина, старшинство с 26 февраля (11 марта)  1905 года; за отличие
- Полковник, приказ от 6 (19) мая 1915 года, старшинство с 6 (19) мая 1915 года, за отлично-ревностную службу и особые труды, вызванные обстоятельствами текущей войны

## Награды
- Орден Святого Владимира III степени с мечами, 8 (21) апреля 1915 года[7] или 27 августа (9 сентября)  1915 года[8]
- Орден Святого Владимира IV степени; мечи и бант к ордену, 23 ноября (6 декабря)  1916 года
- Орден Святой Анны II степени, 23 сентября (6 октября)  1912 года; мечи к ордену, 4 (17) сентября 1916 года
- Орден Святого Станислава II степени, 6 (19) декабря 1908 года
- Орден Святой Анны III степени, 14 (26) мая 1896 года
- Орден Святого Станислава III степени, 6 (18) мая 1890 года
- Медаль «В память 300-летия царствования дома Романовых», 21 февраля (6 марта)  1913 года
- Высочайшее благоволение, 8 (21) декабря 1915 года, за отличие в делах
- Орден Благородной Бухары, золотая звезда, 14 (27) февраля 1913 года
- Орден Благородной Бухары, серебряная звезда I степени, 8 (20) апреля 1899 года
- Был представлен к Георгиевскому оружию, 1915 год[1]

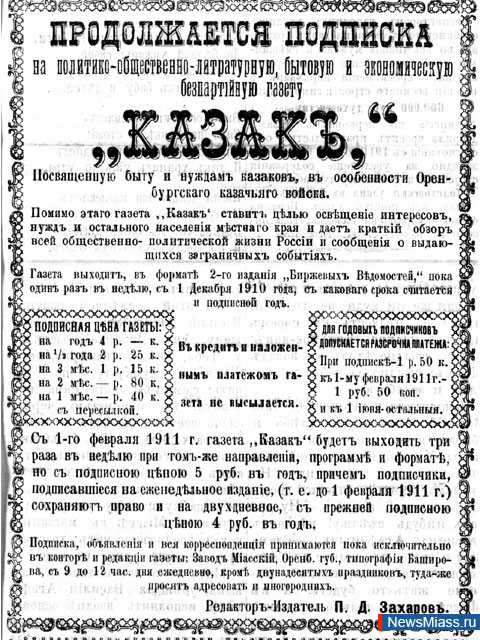
Газета «Казак» за 1910 год

## Произведения
- К. К. Дополнительные земельные наделы офицеров Оренбургского казачьего войска // Разведчик : Журнал военный и литературный. — СПб., 1898. — 29 декабря (№ 428).
- К. К. Снаряжение на службу Оренбургских казаков // Разведчик : Журнал военный и литературный. — СПб., 1899. — 12 января (№ 430).
- Краткий исторический очерк Верхнеуральской женской гимназии // Казак : газета. — Миасский завод, 1911. — 25 ноября (№ 113).
- Краткий исторический очерк Верхнеуральской женской гимназии // Казак : газета. — Миасский завод, 1911. — 27 ноября (№ 114).
- Краткий исторический очерк Верхнеуральской женской гимназии // Казак : газета. — Миасский завод, 1911. — 1 декабря (№ 1).

## Семья
К. Кузнецов был женат дважды. Его второй супругой была дочь коллежского советника Мария Сергеевна Протопопова. В семье было восемь (по другим данным — шесть) детей:
- Михаил (род. 29 сентября (11 октября)  1883 года или 1 (13) октября 1883 года[9], георгиевский кавалер),
- Константин (род. 14 (26) ноября 1889 года)
- Елена (род. 18 (30) мая 1893 года)
- Ольга (род. 5 (17) декабря 1898 года)
- Павел (род. 3 (16) сентября 1901 года)
- Евгения (род. 26 ноября (9 декабря)  1904 года)
- Нина (род. 20 апреля (3 мая)  1911 года)
- Маргарита (род. 1913 год)[1][3].

Кузнецов также был в родственных отношениях с протоиреем Николаевского собора города Верхнеуральска Михаилом Дмитриевичем Громогласовым.